# Antoni Miguel Parra
Antoni Miguel Parra (Palafrugell, 26 de desembre de 1982) és un ciclista català que competeix en pista. La seva especialitat és la carrera de persecució.
És diplomat en Magisteri d'Educació Física i monitor de spinning de l'Institut Municipal d'Esports de Palafrugell. Sota la tutela del seu pare Antonio Miguel Ramírez, va començar de molt jove la pràctica del ciclisme amb el Club Ciclista Palafrugell i amb 14 anys va començar a córrer en pista al velòdrom de Mataró. Els anys 2004 i 2006 es va proclamar doble campió estatal de persecució olímpica i Madison. La temporada 2007 va aconseguir també el campionat d'Espanya de persecució olímpica i el subcampionat d'Espanya de Madison i va participar en el Campionat del Món de Pista.
Participà en els Jocs Olímpics de Pequín 2008 en la modalitat de persecució per equips, junt a Sergi Escobar, Asier Maeztu i David Muntaner. Finalitzà en la 7a posició, aconseguint un diploma olímpic.
Antoni Miguel Parra va rebre la Medalla d'Argent de Palafrugell al Mèrit Esportiu el 13 de setembre de 2008.

## Palmarès
- 2003
  -  Campió d'Espanya de persecució per equips, amb Sergi Escobar, Sebastián Franco i I. Escolà
  - Vencedor d'una etapa del Cinturó de l'Empordà
- 2004
  -  Campió d'Espanya de persecució per equips, amb Sergi Escobar, Sebastián Franco i Albert Ramiro Franco
  -  Campió d'Espanya de Madison, amb Sergi Escobar
  - Vencedor d'una etapa de la Volta a Alacant
- 2006
  -  Campió d'Espanya de persecució per equips, amb Sergi Escobar, Joaquim Soler i Carles Torrent
  -  Campió d'Espanya de Madison, amb Sergi Escobar, amb Carles Torrent
  - Vencedor d'una etapa de la Volta a Extremadura
- 2007
  -  Campió d'Espanya de persecució per equips, amb Albert Ramiro, Carles Torrent i Sergi Escobar
  - 1r a la Volta del Llagostí i vencedor d'una etapa
- 2009
  -  Campió d'Espanya de persecució per equips, amb Sergi Escobar, Carlos Herrero i Carles Torrent
  - 1r al Premi Inauguració Catalunya
- 2010
  - 1r al Campionat de Catalunya
  - Vencedor de 2 etapes de la Volta a Tarragona